# Matsudaira Naritami
Matsudaira Naritami est un nom japonais traditionnel ; le nom de famille (ou le nom d'école), Matsudaira, précède donc le prénom (ou le nom d'artiste).
Matsudaira Naritami (松平 斉民, 12 septembre 1814-23 mars 1891) est un daimyo de la fin de l'époque d'Edo, à la tête du domaine de Tsuyama dans la province de Mimasaka.

## Biographie
Né Tokugawa Ginnosuke, 16e fils du shogun Tokugawa Ienari, Naritami est adopté par Matsudaira Naritaka du domaine de Tsuyama. Naritami lui succède à la fin de 1831 et reste daimyo de Tsuyama jusqu'en 1855. Naritami est le troisième candidat, le moins connu, dans le conflit de succession shogunale de 1858 (les deux autres étant Tokugawa Iemochi et Yoshinobu). Par un tour assez curieux des événements, Naritami reçoit après sa retraite une pension d'un montant prodigieusement élevé de 10 000 hyō (俵 ; balles de riz) directement du bakufu, probablement en raison de son statut de fils de Ienari.
Après la restauration de Meiji, Naritami est nommé tuteur du jeune Tokugawa Iesato, et dirige son éducation. Comme il supervise la plupart des principales affaires de la famille (en particulier à l'époque des études de Iesato à l'étranger), il est secrètement connu par certains comme le dai jūrokudai (第十六 代, « [seigneur du clan] à la 16e génération »). Naritami a profondément confiance en Yoshinobu, même avec des affaires aussi importantes que de trouver de bons partis pour ses enfants. Une lettre laissée par Yoshinobu témoigne de ce fait : « Avant toute proposition de mariage, n'oubliez pas de consulter Naritami. »
Pendant l'ère Meiji, Naritami est élevé au statut de shishaku (vicomte) dans le nouveau système de noblesse kazoku. Naritami, également connu sous le nom de « Matsudaira Kakudo », est une connaissance de Clara Whitney qui le mentionne souvent dans son journal du début de l'ère Meiji.
Le rang de cour de Naritami est celui assez élevé de troisième rang supérieur (shōsanmi, 正三位). À différents moments au cours de sa vie, il porte également les titres honorifiques de Echigo no kami (越後守) et Mikawa no kami (三河守).
Naritami meurt le 23 mars 1891 à l'âge de 76 ans.

## Source de la traduction
- (en) Cet article est partiellement ou en totalité issu de l’article de Wikipédia en anglais intitulé « Matsudaira Naritami » (voir la liste des auteurs).